# 프릭소스

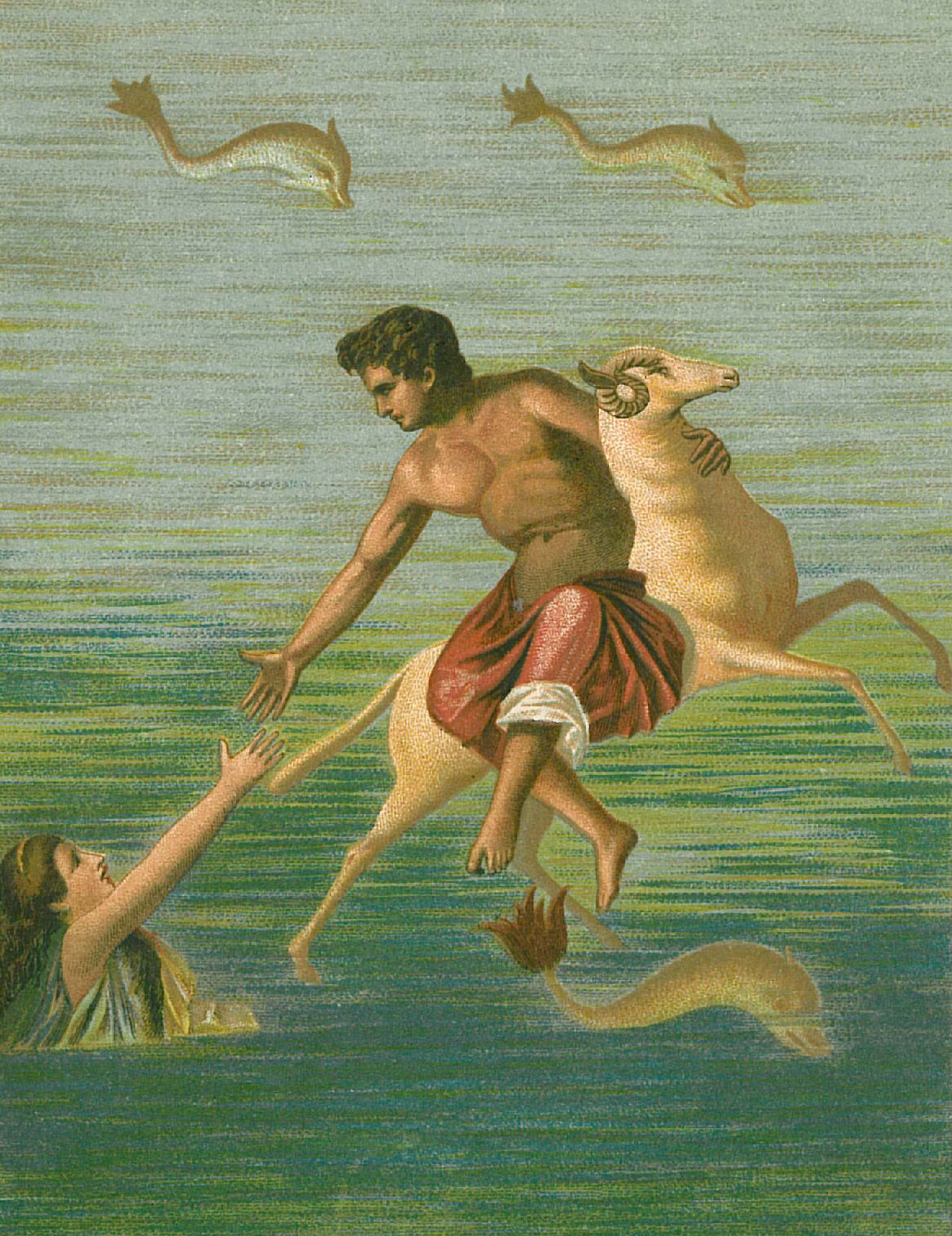
프릭소스와 헬레.

프릭소스 또는 프뤽소스(그리스어: Φρίξος)는 그리스 신화에 나오는 인물로 보이오티아의 왕 아타마스와 구름의 님프 네펠레 사이에서 태어난 아들이다. 헬레와는 남매지간이다.
아버지 아타마스는 네펠레를 버리고 카드모스의 딸 이노와 다시 결혼하는데, 의붓어머니인 이노는 전 부인 네펠레에게서 태어난 아이들을 미워해서 죽이려고 계략을 꾸몄다. 이노는 여자들에게 남자들 몰래 밀알 종자를 볶게 했고 이듬해 남자들은 그 씨를 뿌렸다. 곡식이 전혀 자라지 않게 되자 아타마스는 텔포이로 사람을 보내어 흉년을 벗어날 길을 묻게 하였는데 이노는 예언자를 미리 매수하여 프릭소스의 목을 희생제물로 바치면 기근이 멈출거라는 신탁을 내리게 만들었다. 백성들의 강요로 아타마스는 프릭소스를 죽이려고 제단에 세웠는데 네펠레가 프릭소스와 헬레를 구해달라고 기도하는 모습을 본 제우스가 헤르메스와 황금양을 보내서 프릭소스와 헬레를 구출하였다.
프릭소스와 헬레는 그 황금털의 양을 타고 바다를 건너 도망치는데 헬레가 어지럼증을 느껴서 바다에 빠져서 죽고 프릭소스는 콜키스로 무사히 도망치는데 성공한다. 프릭소스는 콜키스의 왕 아이에테스의 환대를 받았고, 자신의 딸 칼키오페와 결혼시켰다. 프릭소스는 자신의 도망을 도와준 황금의 숫양을 제우스에게 희생제물로 바치고 황금양모는 아레스의 거룩한 숲의 참나무에 걸어놓고 보물로 지키게 하였다. 이 황금양의 전설이 나중에 아르고호의 전설의 기원이 된다.
프릭소스와 칼키오페 사이에서 아르고스, 멜라스, 프론티스, 퀴티소로스가 태어났다.